# وارن دي. شامبرلين
وارن دي. شامبرلين هو محامي وسياسي أمريكي، ولد في 2 فبراير 1927، وتوفي في 4 أكتوبر 2013. انتخب عضو مجلس نواب مينيسوتا ‏.